# Седых, Вольф Николаевич
Вольф Никола́евич Седы́х (также Волесла́в; 25 июля 1928, Орёл — 3 июля 2021, Москва) — советский и российский журналист, общественный деятель, редактор, писатель

, франковед и мемуарист.

## Биография
В 1946—1951 годах учился в Московском государственном институте международных отношений. В 1951—1961 годах был редактором, обозревателем, заведующим французской редакцией иностранного радиовещания. В 1961—1965 годах — ответственным сотрудником Международного отдела ЦК КПСС, в 1965—1968 годах — заведующим сектором развитых капиталистических стран Отдела международной информации ЦК КПСС. В 1968—1976 годах — собственным корреспондентом газеты «Правда» во Франции. В 1976—1987 годах — директором издательства «Прогресс». В 1987—1989 годах — политическим обозревателем агентства печати «Новости».
Был женат. Имел сына и внучку.

## Общественная деятельность
В 1957 году вступил в Союз журналист Москвы, был членом гильдии ветеранов журналистики.
В 1958 году был избран в первое Правление общества «СССР — Франция», до 1991 года входил в его руководящие органы. В 1991 году был избран первым президентом-исполнителем и членом президентского совета Ассоциации друзей Франции, организации-правопреемницы общества.
Был заместителем председателя Советского комитета защиты мира, членом Совета Союза советских обществ дружбы и культурной связи с зарубежными странами.